# Vladimír Weiss (football, 1939)
Pour les articles homonymes, voir Vladimír Weiss.
Vladimír Weiss, né le 21 septembre 1939 à Vrútky (République slovaque) et mort le 23 avril 2018 en Slovaquie, est un footballeur tchécoslovaque puis slovaque évoluant au poste de défenseur.

## Biographie

### Famille
Vladimír Weiss est le père de Vladimír Weiss et le grand-père de Vladimír Weiss.